# Ánna Karamánou
Ánna Karamánou (grec moderne : Άννα Καραμάνου), née le 3 mai 1947 à Pyrgos, est une femme politique grecque.

## Biographie

### Carrière politique
Membre du Mouvement socialiste panhellénique, Ánna Karamánou est députée européenne de 1997 à 2004.
De 2002 à 2004, elle préside la Commission des droits de la femme et de l'égalité des chances,.

### Engagement féministe
En 2016, Ánna Karamánou publie un livre traitant de l'influence européenne sur l’égalité des sexes et les droits des femmes en Grèce et en Turquie sur les deux derniers siècles.